# Мурад Окбі
Мурад Окбі (фр. Mourad Okbi, нар. 1 вересня 1965, Кайруан) — туніський футболіст, що грав на позиції захисника. По завершенні ігрової кар'єри — тренер.
Виступав, зокрема, за клуби «Кайруан» та «Аль-Аглі», а також національну збірну Тунісу.

## Клубна кар'єра
У дорослому футболі дебютував 1985 року виступами за команду «Кайруан», у якій провів чотири сезони. 
У 1992 році перейшов до клубу «Аль-Аглі», за який відіграв 2 сезони. Завершив професійну кар'єру футболіста виступами за команду «Аль-Аглі» (Джидда) у 1994 році.

## Виступи за збірну
У 1987 році дебютував в офіційних матчах у складі національної збірної Тунісу.
У складі збірної був учасником Кубка африканських націй 1994 року у Тунісі.
Загалом протягом кар'єри в національній команді, яка тривала 9 років, провів у її формі 50 матчів, забивши 3 голи.

## Кар'єра тренера
Розпочав тренерську кар'єру, повернувшись до футболу після невеликої перерви, 2002 року, очоливши тренерський штаб клубу «Наджран».
Протягом тренерської кар'єри також очолював команду «Монастір», а також входив до тренерського штабу клубу Туніс.
З 2017 по 2019 рік був одним з тренерів національної збірної Тунісу.